# Island i olympiska sommarspelen 1992
Island deltog i de olympiska sommarspelen 1992 i Barcelona med en trupp bestående av 27 deltagare, men ingen av landets deltagare erövrade någon medalj.

## Friidrott
Herrarnas spjutkastning
- Sigurður Einarsson
  - Kval — 79,50 m
  - Final — 80,34 m (→ 5:e plats)

- Einar Vilhjálmsson
  - Kval — 78,70 m (→ gick inte vidare)

Herrarnas diskuskastning
- Vésteinn Hafsteinsson
  - Kval — 60,20 m
  - Final — 60,06 m (→ 11:e plats)

Herrarnas kulstötning
- Pétur Guðmundsson
  - Kval — 19,15 m (→ gick inte vidare)

## Handboll
Herrar
Gruppspel
| Lag             | Pld | W | D | L | GF  | GA  | GD  | Poäng |
| --------------- | --- | - | - | - | --- | --- | --- | ----- |
| Sverige         | 5   | 5 | 0 | 0 | 120 | 86  | +44 | 10    |
| Island          | 5   | 3 | 1 | 1 | 101 | 99  | +2  | 7     |
| Sydkorea        | 5   | 3 | 0 | 2 | 114 | 117 | −3  | 6     |
| Ungern          | 5   | 2 | 0 | 3 | 102 | 108 | −6  | 4     |
| Tjeckoslovakien | 5   | 1 | 1 | 3 | 94  | 92  | +2  | 3     |
| Brasilien       | 5   | 0 | 0 | 5 | 96  | 125 | −29 | 0     |

| Results         | Sverige | Island | Sydkorea | Ungern | Tjeckoslovakien | Brasilien |
| --------------- | ------- | ------ | -------- | ------ | --------------- | --------- |
| Sverige         |         | 25–18  | 28–18    | 25–21  | 20–14           | 22–15     |
| Island          | 18–25   |        | 26–24    | 22–16  | 16–16           | 19–18     |
| Sydkorea        | 18–28   | 24–26  |          | 22–18  | 20–19           | 30–26     |
| Ungern          | 21–25   | 16–22  | 18–22    |        | 20–18           | 27–21     |
| Tjeckoslovakien | 14–20   | 16–16  | 19–20    | 18–20  |                 | 27–16     |
| Brasilien       | 15–22   | 18–19  | 26–30    | 21–27  | 16–27           |           |

Slutspel
|  | Semifinaler | Semifinaler |    |           | Final      | Final |  |
|  |             |             |    |           |            |       |  |
|  |             |             |    |           |            |       |  |
|  | Sverige     | 25          |    |           |            |       |  |
|  | Frankrike   | 22          |    |           |            |       |  |
|  |             |             |    |           |            |       |  |
|  |             |             |    |           |            |       |  |
|  |             |             |    |           | Sverige    | 20    |  |
|  |             | OSS         | 22 |           |            |       |  |
|  |             |             |    |           |            |       |  |
|  |             |             |    |           |            |       |  |
|  |             |             |    |           | Bronsmatch |       |  |
|  |             |             |    |           |            |       |  |
|  | OSS         | 23          |    | Frankrike | 24         |       |  |
|  | Island      | 19          |    |           | Island     | 20    |  |